# Grafkapel van Boussu

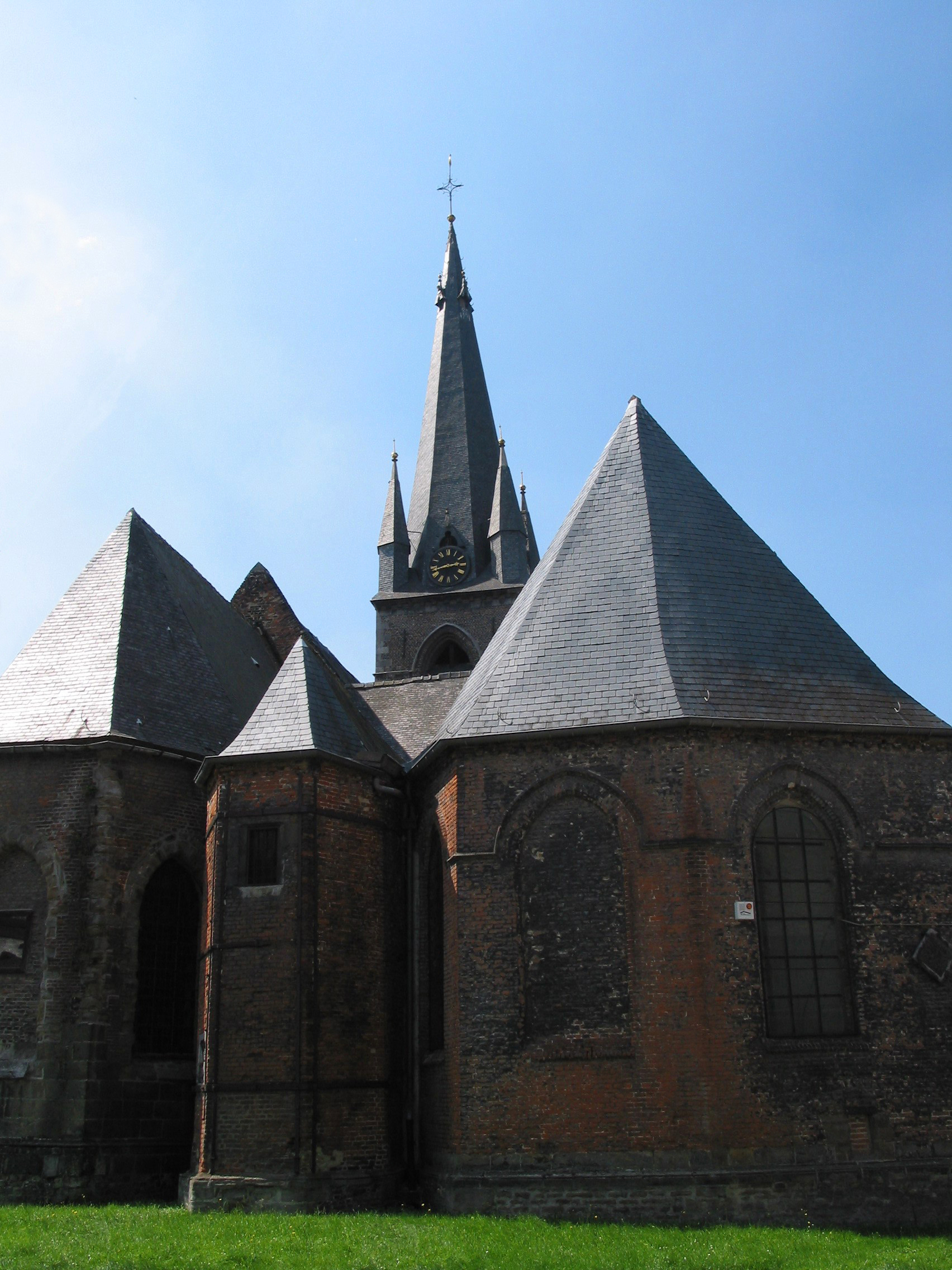
De grafkapel aan de achterzijde van de Sint-Gorikskerk (rechts)

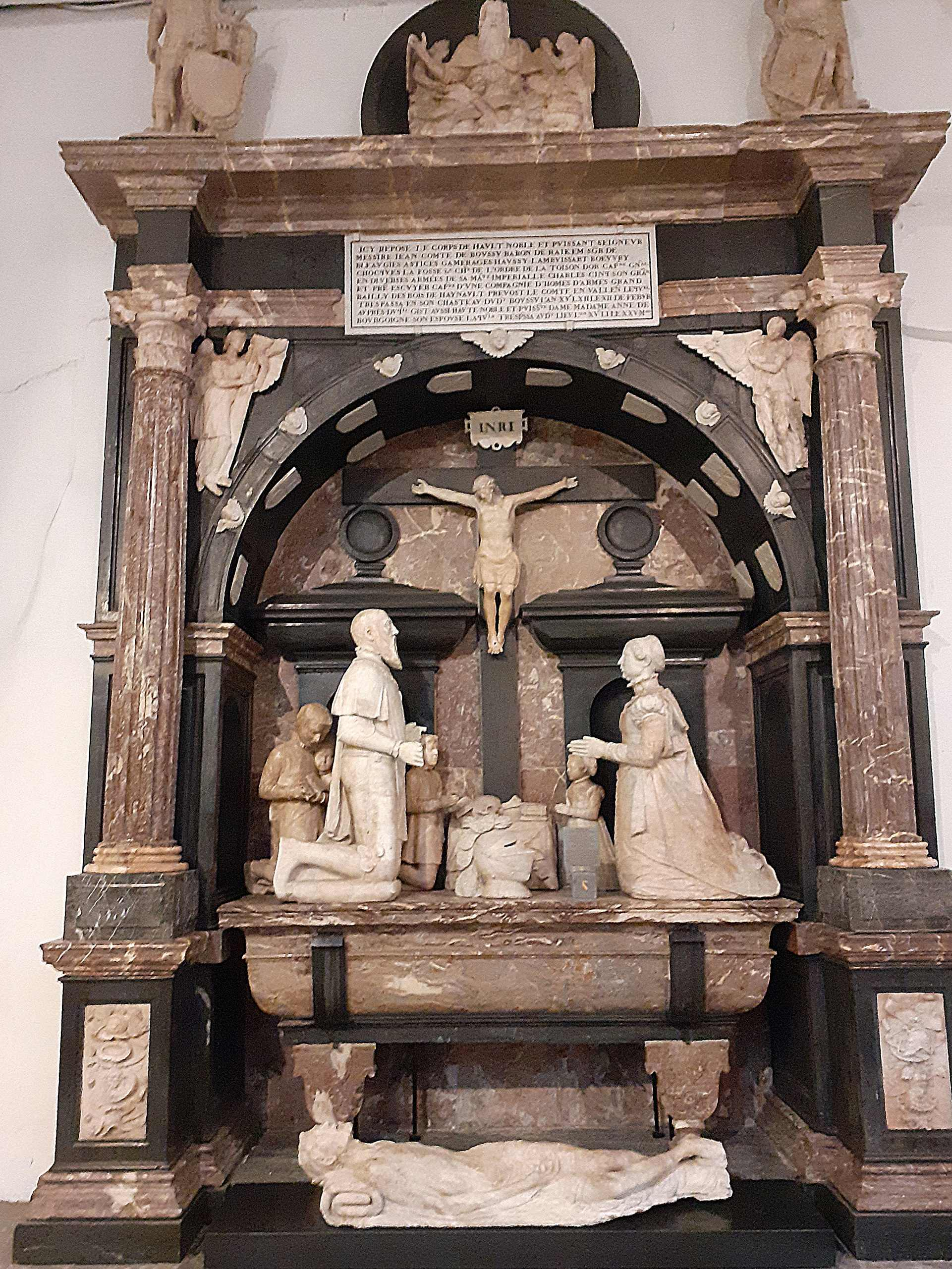
Praalgraf van Jan V van Hénin en Anna van Bourgondië

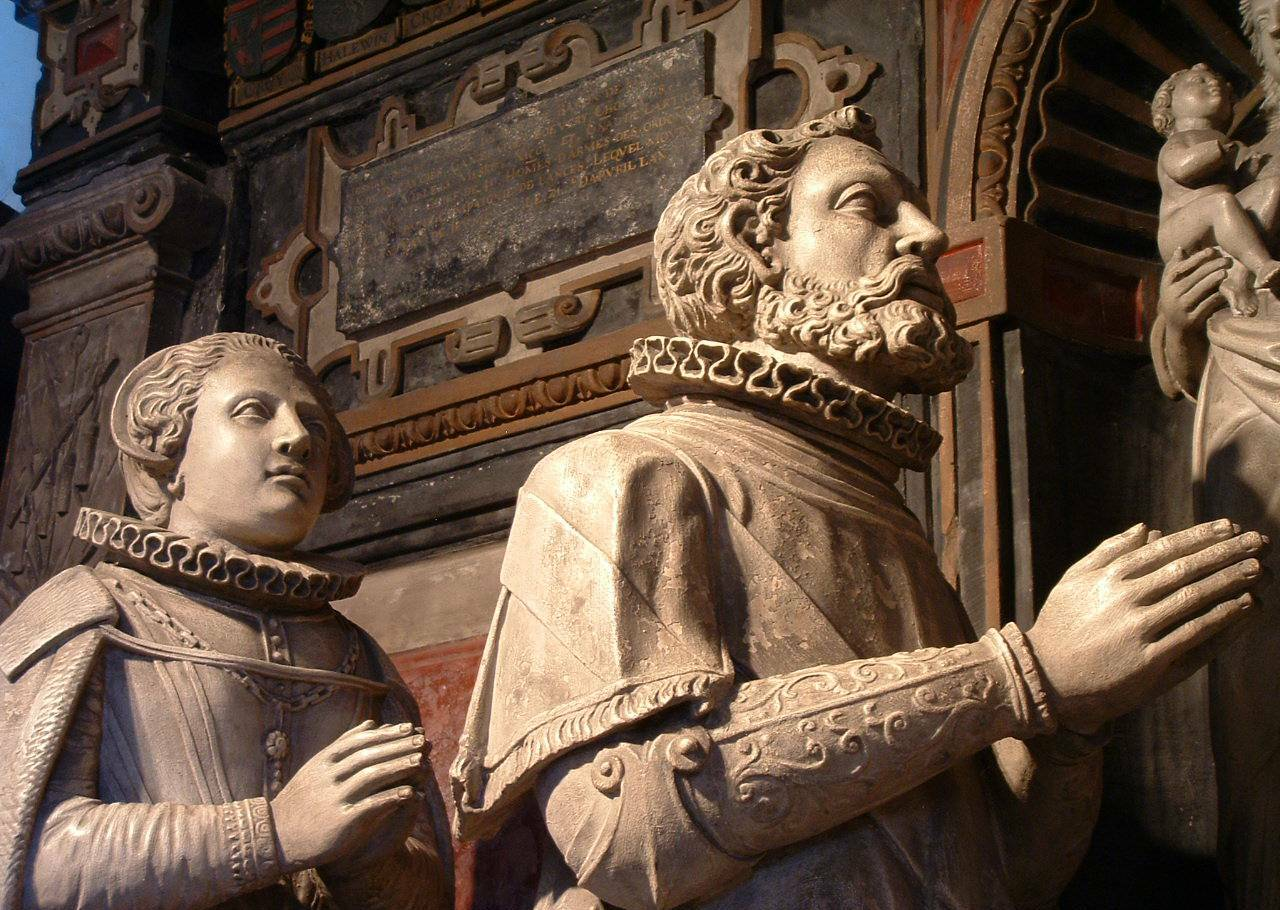
Praalgraf van Maximiliaan I en Pieter II van Hénin (detail)

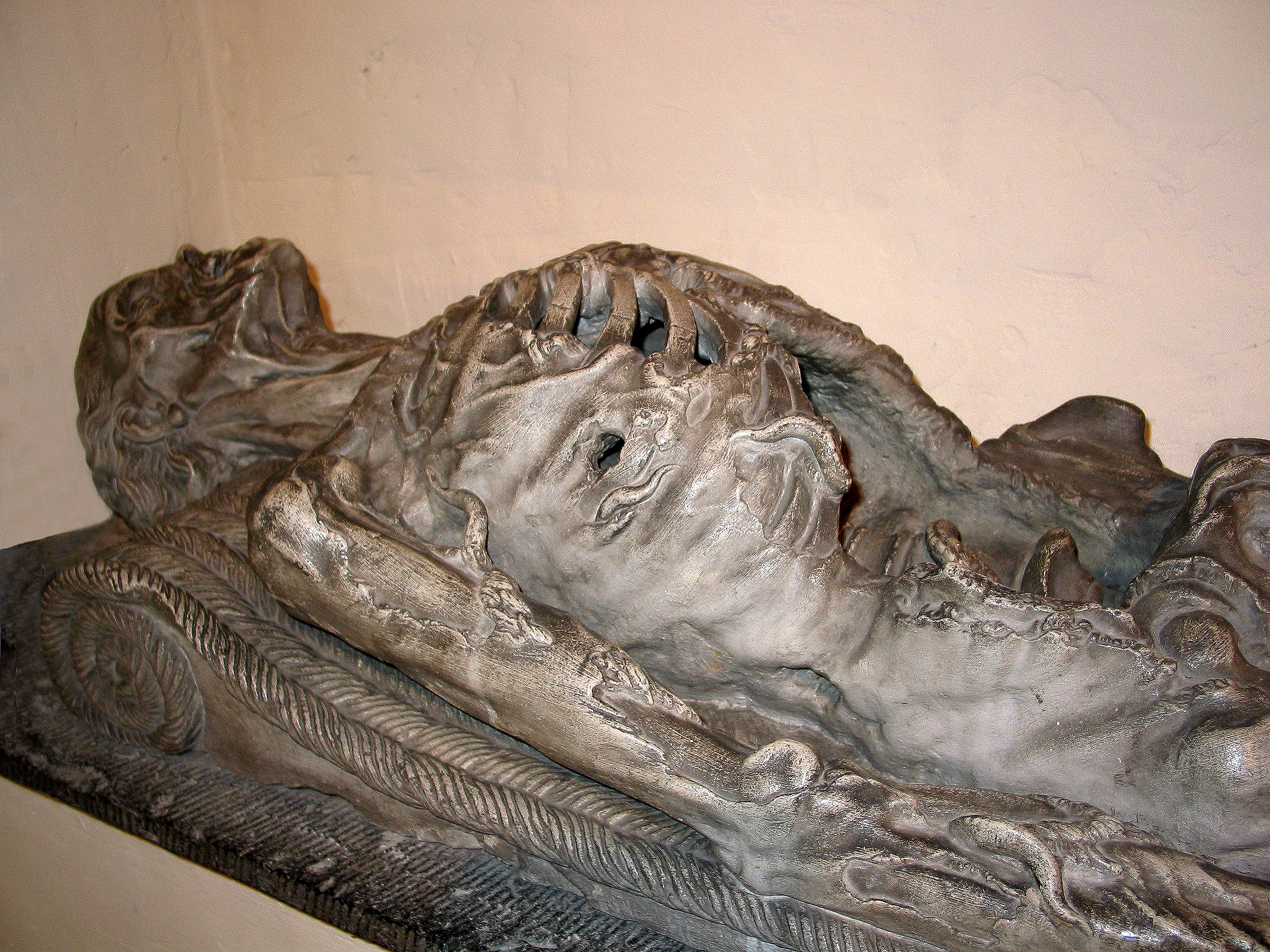
L'Homme à moulons

De grafkapel van Boussu (Frans: Chapelle funéraire des seigneurs de Boussu), aangebouwd tegen de Sint-Gorikskerk, is de mausoleum waar de heren en graven van Boussu eeuwenlang hun doden hebben begraven. De oorspronkelijke romaanse kapel, vernoemd in 1155, is in de 16e eeuw herbouwd in gotische stijl. Het gebedshuis is ontwijd en omgevormd tot een museum voor religieuze kunst. Blikvangers zijn de renaissance- en baroksculpturen, met onder meer drie praalgraven. Het geheel is in 1970 beschermd en behoort tot het uitzonderlijk erfgoed van Wallonië. Bezoek is alleen mogelijk op zondagvoormiddagen in de zomer of in groep.

## Architectuur
De kapel bestaat uit een enkel schip, met in de hoogte aan weerszijden laterale galerijen, vanwaaruit de grafelijke familie de mis in de kerk kon volgen. Daar zijn cultusobjecten uit de Sint-Gorikskerk van Boussu en de Sint-Maartenskerk van Hornu tentoongesteld. Onder de ruimte is een gewelfde grafkelder ingericht, waar een dertigtal leden van de families Hénin-Liétard en Riquet de Caraman zijn begraven.
De hoofdruimte op de begane grond bevat drie praalgraven, een 16e-eeuwse transi, een 17e-eeuwse gisant, twee grafplaten en twee urnen. Het Koninklijk Instituut voor het Kunstpatrimonium heeft in 2015 een volledige restauratie uitgevoerd van de kapel en de voornaamste sculpturen.

## Kunstwerken

### Gedenkteken voor Thierry de Hénin
Het oudste werk in de kapel is een stenen bas-reliëf voor Thierry de Hénin (1406-1430). Deze was in Venetië overleden op de terugweg van een pelgrimstocht naar het Heilige Land. Onder een baldakijn zien we een Madonna met kind, aan wie Sint-Barbara en Sint-Christoffel de overledene voorstellen. Het beeld liep in 1572 schade op.

### L'Homme à moulons
Een liggende transi toont hoe grote wormachtigen ("moulons" in het lokale dialect, maar ze doen ook denken aan bloedzuigers) door het half vergane lijk van een man kruipen. Het anonieme, maniëristische werk wordt gesitueerd circa 1526-1550. Stilistische overeenkomsten met de transi van Reinoud III van Brederode in Vianen, die net als deze van Boussu uit Baumberger zandsteen is gemaakt, hebben geleid tot een toeschrijving aan de beeldhouwer Colijn de Nole.

### Gisant
De albasten gisant van een onbekende man wordt toegeschreven aan Jacques Du Broeucq. Hij ligt op sterven of heeft net zijn laatste adem uitgeblazen. Met grote finesse heeft de beeldhouwer de tot rust gekomen gelaatsuitdrukking weergegeven. Het beeld ligt op een sokkel van Golzinne-marmer.

### Praalgraf van Jan V van Hénin
Tegen de muur staat het praalgraf van Jan V van Henin, een vertrouweling van keizer Karel V, die hem vliesridder maakte en verhief tot de eerste graaf van Boussu. Hij wordt levensgroot weergegeven, knielend met zijn vrouw Anna van Bourgondië en hun vier kinderen. Deze cenotaaf, toegeschreven aan Jacques Du Broeucq, combineert albast, rood marmer uit Rance en zwart marmer uit Dinant. Het werk is beschadigd in de beeldenstorm van 1572 maar werd onmiddellijk hersteld. Luc Petit, een leerling van Du Broeucq uit Valenciennes, verving de standbeelden van de graaf en zijn vrouw door kopieën.

### Praalgraf van Maximiliaan I en Pieter II van Hénin
Het tweede praalgraf toont twee grafelijke koppels in gebed: Maximiliaan I van Hénin met Charlotte van Werchin, en hun zoon Pieter II van Hénin (1569-1598) met zijn vrouw Marguerite de Croÿ (1563-1615). Dit graf, volledig gemaakt van polychrome Avesnes-steen, is op de pilasters bekleed met militaire symboliek: rechts verwijzen zee-emblemen naar Maximiliaans admiraalschap, links herinneren kanonnen en musketten eraan dat generaal van de artillerie was. De vier overledenen knielen op een tafel die wordt ondersteund door drie kariatiden. Het zijn allegorieën van de theologische deugden Geloof, Hoop en Liefde.

### Praalgraf van Maximiliaan II van Hénin
Het derde mausoleum combineert een altaar en een cenotaaf. Het is een barok werk van rond 1650 voor de vijfde graaf van Boussu, Maximiliaan II van Hénin, en zijn vrouw Alexandrine-Françoise van Gavere. Het altaar in Doornikse steen is gerecupereerd uit het in 1572 vernielde graf van Boudewijn van Hénin en zijn vrouw Jeanne van Mortagne, zoals blijkt uit de vier wapenschilden. De tafel en de witmarmeren trede zijn ook geen originele stukken. Bovenaan is een 16e-eeuws retabel uit albast en verguld hout toegevoegd. Het bas-reliëf toont de kruisiging met de Maagd, Johannes, Marcus, Maria Magdalena en de heilige vrouwen, terwijl op de achtergrond vier ruiters en soldaten aanwezig zijn. Ook zien we reliëfs met grotesken geïnspireerd op de stijl van Cornelis Floris de Vriendt.

### Grafplaten en urnen
De kapel bevat verder twee grafplaten. De eerste is die van Filips van Hénin (1535-1542), de jongstorven zoon van Jan V. Hij is versierd met het familiewapen, symbolen van de vier evangelisten, en een banderol waarvan de tekst is weggebeiteld. De tweede plaat in blauwe hardsteen is van Marie-Béatrice de Velasco (1597-1599), dochter van Don Luis de Velasco en Anne van Hénin-Liétard. Twee 19e-eeuwse marmeren urnen bevatten de harten van Louis-Charles-Victor de Riquet de Caraman en zijn vrouw Joséphine de Mérode-Westerloo.

### Mariaretabel
Vanaf 2022 zal de kapel ook het Mariaretabel uit de aangrenzende Sint-Gorikskerk tonen. Dit werk, toegeschreven aan Passchier Borreman, is in januari 2021 toevertrouwd aan het Koninklijk Instituut voor het Kunstpatrimonium voor restauratie. Deze operatie moet ook de twaalf beeldjes reïntegreren die in 1914 waren gestolen en terechtgekomen in het Museum Boijmans Van Beuningen. Een rechterlijke uitspraak heeft in 2019 hun restitutie bevolen.

## Voetnoten
1. ↑  T. Brink, "Lang leve de dood, lange leve het leven. Over de tombe en het retabel in de kapel van de familie Van Brederode in de Grote Kerk te Vianen", in: P. Bitter, V. Bonekampová en K. Goudriaan (eds.), Graven spreken. Perspectieven op grafcultuur in de middeleeuwse en vroegmoderne Nederlanden, 2013, 147